# Serrat de la Torrassa
El Serrat de la Torrassa és una serra a cavall dels municipis de Santa Coloma de Cervelló, Sant Vicenç dels Horts i Torrelles de Llobregat a la comarca del Baix Llobregat, amb una elevació màxima de 352 metres.